# Petrivka, Jmerînka
Petrivka (în ucraineană Петрівка) este un sat în comuna Jukivți din raionul Jmerînka, regiunea Vinnița, Ucraina.

## Demografie
Componența lingvistică a localității Petrivka
     Ucraineană (97,87%)
     Rusă (2,13%)
Conform recensământului din 2001, majoritatea populației localității Petrivka era vorbitoare de ucraineană (97,87%), existând în minoritate și vorbitori de rusă (2,13%).